# 산포초등학교
산포초등학교는 대한민국 전라남도 나주시에 있는 공립 초등학교이다.

## 학교 연혁
- 1938. 04. 01 산포공립 보통학교(4년제) 인가
- 1938. 06. 01 산포공립 심상소학교로 개칭
- 1942. 04. 01 산포공립 심상소학교(6년제) 인가 변경
- 1942. 08. 24 산포공립 심상소학교 이전
- 1951. 04. 01 산포국민학교로 개칭
- 1981. 04. 01 산포국민학교 병설 유치원 인가
- 1996. 03. 01 산포초등학교로 개칭
- 1999. 03. 01 산포남초등학교 통폐합
- 1999. 03. 01 산포남 신도분교장 편입
- 1999. 09. 01 덕례분교장 편입
- 2002. 12. 23 산포관(체육관) 준공
- 2009. 03. 01 신도분교장 통폐합
- 2013. 03. 01 덕례분교장 통폐합
- 2015. 02. 13 제72회 졸업식. 졸업생 총수 6547명
- 2015. 03. 01 제31대 정경진 교장 부임

## 참고 자료
- 산포초등학교 - 한국교육학술정보원 학교알리미